# TP Union Sportive Centrafricaine de Bangui
El Tout Puissant Union Sportive Centrafricaine de Bangui és un club de futbol de la ciutat de Bangui, República Centreafricana. Va ser fundat el 1970.

## Palmarès
- Lliga centreafricana de futbol:[4]
  - 1980, 1992